# 纳什维尔 (佐治亚州)
納什維爾（英語：Nashville）是一個位於美國喬治亞州貝林縣的城市。根據2010年美國人口普查，該地人口為4939人，而該地的面積約為12.20平方千米。同時該地也是貝林縣的縣治。

## 地理
納什維爾的座標為31°12′25″N 83°14′48″W / 31.20694°N 83.24667°W，而該地的平均海拔高度為73米（即240英尺）。